# Cadreita
Cadreita ist ein Ort und eine Gemeinde (municipio) mit 2.197 Einwohnern (Stand: 2024) in der autonomen Gemeinschaft Navarra im Norden von Spanien. 

## Lage und Klima
Cadreita liegt in ca. 290 m Höhe und ist ca. 85 km (Fahrtstrecke) in südlicher Richtung von der Regionalhauptstadt Pamplona entfernt. Durch die Gemeinde führt die Autopista AP-15. Das Klima ist gemäßigt bis warm; Regen (ca. 475 mm/Jahr) fällt übers Jahr verteilt.

## Bevölkerungsentwicklung
| Jahr      | 1970 | 1981 | 1991 | 2001 | 2011 | 2021 |
| Einwohner | 1882 | 1840 | 1867 | 1966 | 2133 | 2045 |

## Sehenswürdigkeiten

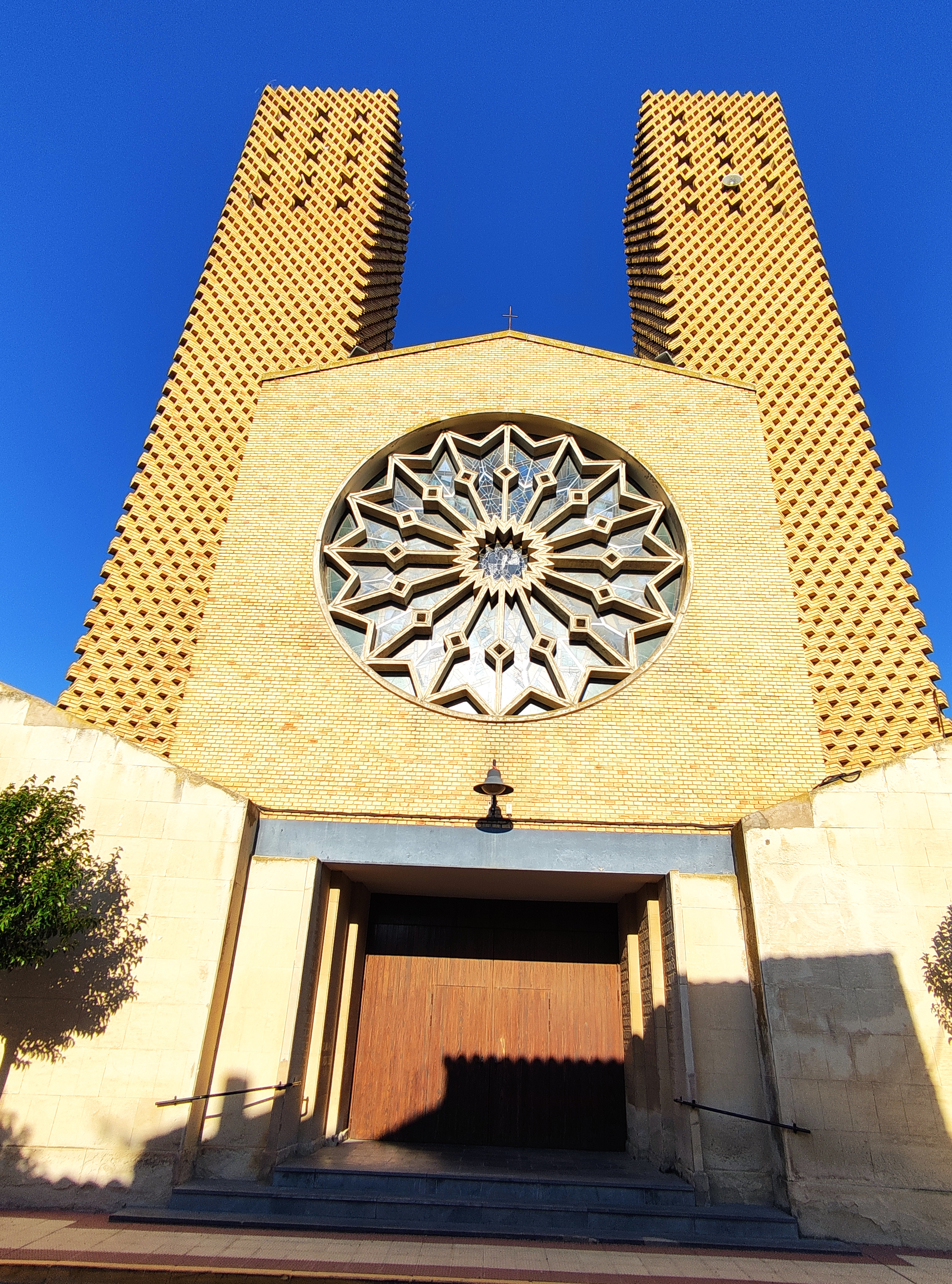
Burgruine
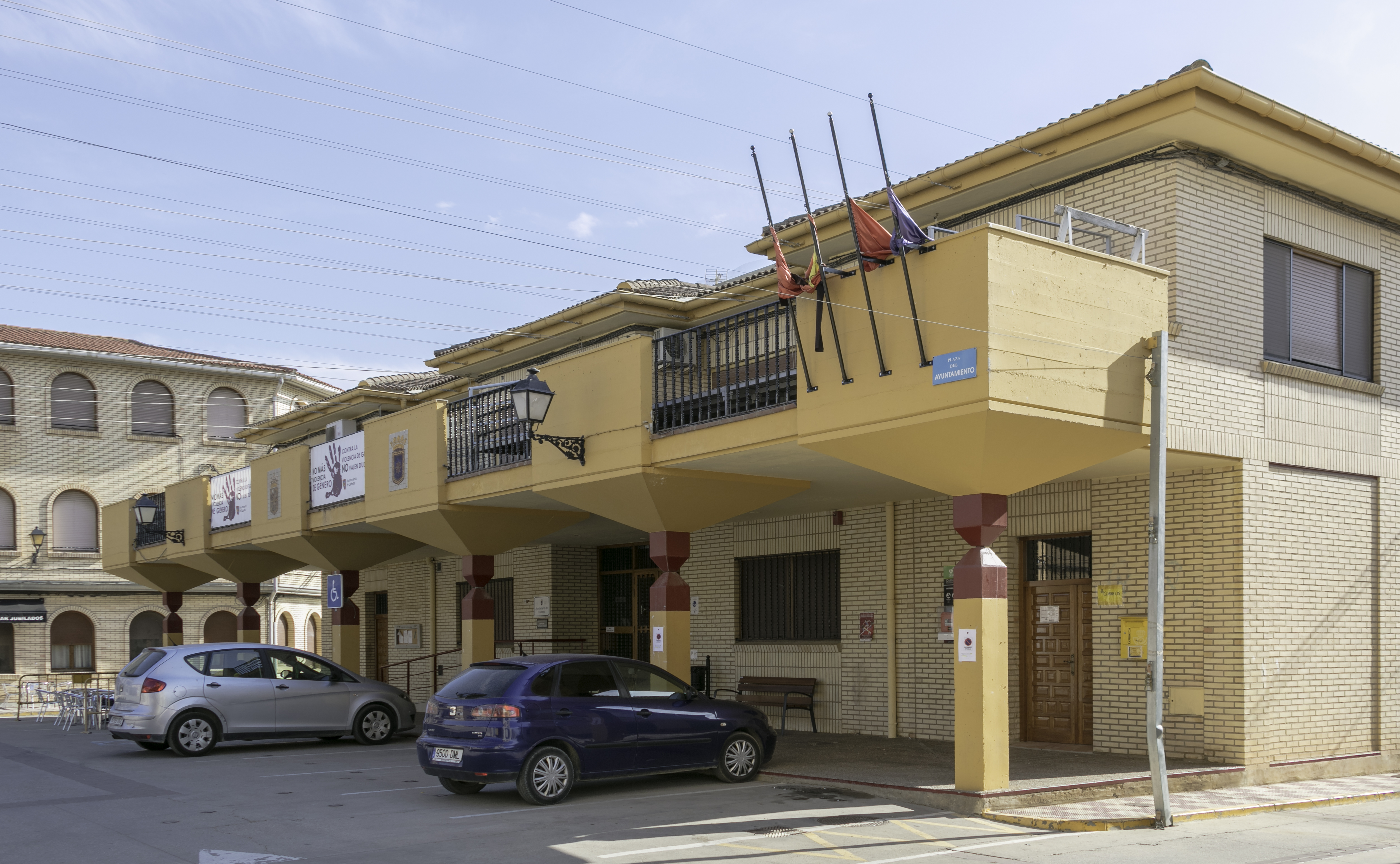
Michaeliskirche
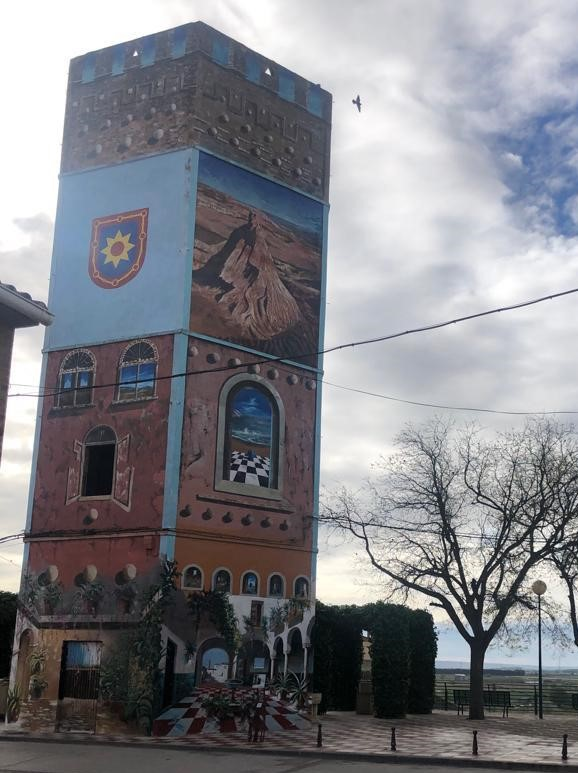
Wasserturm

- Michaeliskirche
- Rathaus
- Wasserturm